# Dafna Eilat
 (octobre 2017).
Dafna Eilat (en hébreu דפנה אילת ; Tel Aviv, 19 juin 1938 - Tel Aviv, 4 novembre 2002) a été une compositrice de chansons, parolière et traductrice israélienne.
Elle nait à Tel Aviv, en Palestine mandataire, dans une famille juive immigrée de Russie blanche et de Pologne. Elle était la seconde des deux filles de Yaacov Davidon, auteur, homme de théâtre, fondateur des cinématographes (né à Bobruisk, en Biélorussie) et Shoshana Davidon, née Weiss, née à Horodek, en Galicie, alors en Pologne
Dafna Eilat a écrit  et composé des chansons pour beaucoup d'interprètes de son pays, parmi lesquels Chava Alberstein (Mishirey Eretz ahavati, sur les paroles de Leah Goldberg, Solveig etc), Shlomo Artzi, Khedva et David, le trio Gesher Hayarkon etc.  Elle a écrit les chansons du premier album d'Arik Einstein
Shar bishvilekh (1966)
Elle fut dans sa jeunesse membre de l'ensemble de divertissement des forces blindées, en même temps que Tirtza Atar (Alterman), Nava Bosmi (la fille de Shoshana Damari), Meir Remez, Nissim Azikri, Yossi Tzemakh, Tzvika Gertel, Alisa Azikri, Gabi Berlin, Nurit Hirsh et Yossi Alfi. Cependant elle connut son premier mari, Moshé Eilat. 
Parmi d'autres elle a traduit en hébreu des chansons des Frères Jacques (1967)